# 小友村 (岩手県気仙郡)
小友村（おともむら）は、1954年（昭和29年）まで岩手県気仙郡に存在していた村である。現在の陸前高田市小友町にあたる。

## 沿革
- 1889年（明治22年）4月1日 - 町村制施行に伴い、旧来の小友村単独で村制施行。
- 1955年（昭和30年）1月1日 - 高田町・気仙町・広田町・竹駒村・矢作村・横田村・米崎村と合併し、陸前高田市となる。

## 行政

### 歴代村長
| 代 | 氏名           | 就任                      | 退任                       | 備考 |
| -- | -------------- | ------------------------- | -------------------------- | ---- |
| 1  | 戸羽安五郎     | 1889年（明治22年）5月16日 | 1897年（明治30年）6月17日  |      |
| 2  | 戸羽半徳       | 1897年（明治30年）6月18日 | 1901年（明治34年）3月21日  |      |
| 3  | 黄川田鶴蔵     | 1901年（明治34年）6月29日 | 1905年（明治38年）1月14日  |      |
| 4  | 黄川田鶴蔵     | 1901年（明治34年）6月29日 | 1905年（明治38年）1月14日  |      |
| 5  | 金沢佐藤右衛門 | 1905年（明治38年）3月29日 | 1911年（明治45年）2月15日  |      |
| 6  | 黄川田鶴蔵     | 1913年（大正2年）4月2日   | 1917年（大正6年）11月15日  | 再任 |
| 7  | 黄川田鶴蔵     | 1913年（大正2年）4月2日   | 1917年（大正6年）11月15日  | 再任 |
| 8  | 黄川田鶴蔵     | 1913年（大正2年）4月2日   | 1917年（大正6年）11月15日  | 再任 |
| 9  | 黄川田鶴蔵     | 1913年（大正2年）4月2日   | 1917年（大正6年）11月15日  | 再任 |
| 10 | 紺野勝治       | 1918年（大正7年）1月9日   | 1926年（大正15年）1月16日  |      |
| 11 | 紺野勝治       | 1918年（大正7年）1月9日   | 1926年（大正15年）1月16日  |      |
| 12 | 千葉薫治郎     | 1926年（大正15年）2月24日 | 1932年（昭和7年）12月14日  |      |
| 13 | 千葉薫治郎     | 1926年（大正15年）2月24日 | 1932年（昭和7年）12月14日  |      |
| 14 | 及川隆平       | 1933年（昭和8年）3月25日  | 1937年（昭和12年）3月19日  |      |
| 15 | 千葉薫治郎     | 1937年（昭和12年）3月29日 | 1945年（昭和20年）4月13日  | 再任 |
| 16 | 千葉薫治郎     | 1937年（昭和12年）3月29日 | 1945年（昭和20年）4月13日  | 再任 |
| 17 | 紺野淳平       | 1945年（昭和20年）4月25日 | 1947年（昭和22年）1月28日  |      |
| 18 | 及川隆平       | 1947年（昭和22年）4月7日  | 1954年（昭和29年）12月31日 | 再任 |
| 19 | 及川隆平       | 1947年（昭和22年）4月7日  | 1954年（昭和29年）12月31日 | 再任 |

## 交通
- 日本国有鉄道（国鉄）
  - 大船渡線：小友駅